# Where Happiness Lives
Where Happiness Lives — сингл норвезького співака та композитора Евена Йохансена. Перший з трьох синглів з альбому On Your Side. Композиції «Where Happiness Lives», «Nothing Hurts Now» та «I'll Come Along» спеціально для синглу були перезаписані, тому відрізняються від аналогічних композицій з альбому.

## Список композицій
1. «Where Happiness Lives» — 3:34
2. «I'll Come Along» — 4:23
3. «Heaviest Heart» — 4:40
4. «Nothing Hurts Now» — 3:46